# هتل دورنتس

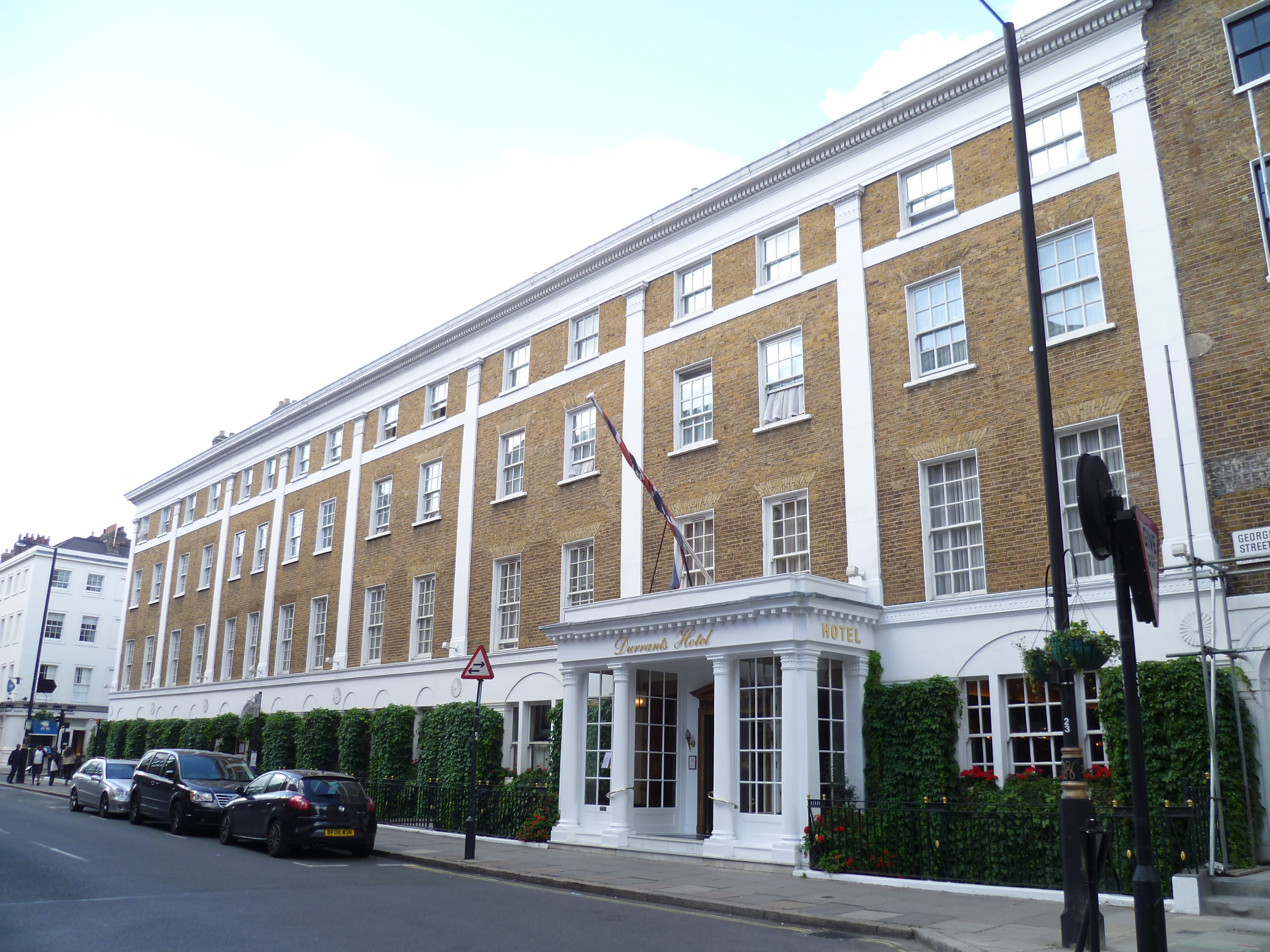
ساختمان هتل دورنتس

هتل دورنتس (به انگلیسی: Durrants Hotel) یک هتل است در شهر لندن در انگلستان قرار دارد. این هتل در سال ۱۷۸۹ ساخته شده‌است. ساختمان هتل مجموعاً ۹۲ اتاق دارد و چندین خانه نیز در ساختار بنا گنجانده شده‌است.
این هتل از بناهای فهرست شده درجه ۲ در وست‌مینستر است.